# سلیمه رنگزن
سلیمه رنگزن (زاده ۱۳۲۹ در آبادان) هنرپیشه سینما اهل ایران است.

## زندگی‌نامه
سلیمه رنگزن در سال ۱۳۲۹ در شهر آبادان زاده شد. او بازی در تئاتر را از سال ۱۳۵۴ و همچنین بازی در سینما را از سال ۱۳۷۸ با عروس آتش به کارگردانی خسرو سینایی آغاز به کار کرد.

## فیلم‌شناسی

### سینمایی
- سرهنگ ثریا (۱۴۰۱)
- مروارید (۱۳۹۱)
- عصر روز دهم (۱۳۸۷)
- روی خط صفر (۱۳۸۶)
- زخم شانه حوا (۱۳۸۶)
- مثل یک قصه (۱۳۸۵)
- گزارش مریم (۱۳۸۴)
- جنگ کودکانه (۱۳۸۳)
- تکیه بر باد (۱۳۷۸)
- عروس آتش (۱۳۷۸)

### مجموعه تلویزیونی
- ۸۷ متر (۱۳۹۷)
- آرام می‌گیریم (۱۳۹۵)
- زیباشهر (۱۳۹۵)
- احضار (۱۳۹۴)
- شب آفتابی (۱۳۸۰)

## جوایز و افتخارات
وی در هجدهمین دوره جشنواره فیلم فجر به خاطر بازی در فیلم عروس آتش دیپلم افتخار بهترین بازیگر نقش دوم زن را دریافت کرد. رنگزن همچنین در بیست و هشتمین دوره جشنواره فیلم فجر نامزد دریافت سیمرغ بلورین بهترین بازیگر نقش دوم زن به خاطر بازی در فیلم عصر روز دهم شد. وی در سال ۱۳۷۹ در دومین جشن انجمن منتقدان و نویسندگان سینمای ایران برنده جایزه بازیگر مکمل زن برای بازی در فیلم عروس آتش شد.